# تاتتسه
تاتتسه (به لاتین: Tatce) یک منطقهٔ مسکونی در جمهوری چک است که در ناحیه کولین واقع شده‌است. تاتتسه ۴٫۴۲ کیلومتر مربع مساحت و ۵۷۳ نفر جمعیت دارد و ۲۰۸ متر بالاتر از سطح دریا واقع شده‌است.